# Ogoja-Gletscher
Der Ogoja-Gletscher (bulgarisch ледник Огоя lednik Ogoja) ist ein 8 km langer und 3 km breiter Gletscher im Norden des Grahamlands auf der Antarktischen Halbinsel. Er liegt nordöstlich des Morro del Paso Peak, nördlich des Misty Pass und nordwestlich des Dabnik Peak. Der Gletscher fließt in nördlicher Richtung zur Bransfieldstraße, die er östlich der Cockerell-Halbinsel erreicht.
Deutsche und britische Wissenschaftler kartierten ihn 1996 gemeinsam. Die bulgarische Kommission für Antarktische Geographische Namen benannte ihn 2010 nach der Ortschaft Ogoja im Westen Bulgariens.